# Epicypta atrobrunneusa
Epicypta atrobrunneusa är en tvåvingeart som beskrevs av Wu 2003. Epicypta atrobrunneusa ingår i släktet Epicypta och familjen svampmyggor. Inga underarter finns listade i Catalogue of Life.